# Батумская мирная конференция
Батумская мирная конференция (11—26 мая 1918) — мирные переговоры в Батуме между Османской империей и Закавказской демократической федеративной республикой.
Батумская конференция проходила в обстановке продолжавшегося вторжения турецких войск на территорию Закавказья. Все требования турок поддерживала присутствовавшая на переговорах до 25 мая делегация Германской империи во главе с генерал-майором фон Лоссовым.
15 мая Народный комиссариат по иностранным делам РСФСР в ноте на имя германского посла Мирбаха потребовал привлечения представителя РСФСР к работе конференции и, указав на незаконность «закавказского правительства», предупреждал, что РСФСР не будет признавать соглашений, которые могут быть подписаны без участия советской делегации.
В мирной конференции в Батуме также приняла участие делегация Союза горцев Кавказа. 11 мая здесь была провозглашена независимость Горской республики и было объявлено о её отделении от Советской России, в состав Горской республики вошли: Дагестан, Чечено-Ингушетия, Осетия, Карачаево-Балкария, Кабарда, Абхазия и Адыгея. Турция заявила о её официальном признании.

## Предыстория
30 января (12 февраля) 1918 года турецкие войска, воспользовавшись развалом Кавказского фронта, начали крупномасштабное наступление на Эрзерумском, Ванском и Приморском направлениях. К середине марта турки фактически вернули контроль над всей Западной Арменией.

Наступление турецких войск в 1918 г.

3 марта Турция подписала с Советской Россией Брестский мир, по которому Турции передавались не только территории Западной Армении, но и населённые грузинами и армянами области Батума, Карса и Ардагана, аннексированные Россией в результате Русско-турецкой войны 1877—1878.
В марте — апреле в Трабзоне прошла мирная конференция делегаций Османской империи и Закавказского сейма. Переговоры, однако, зашли в тупик, после чего боевые действия возобновились.
5 апреля турки заняли Сарыкамыш на Карском направлении и Ардаган — на Батумском. В Михайловской крепости города Батум находилось в это время около 14 тыс. солдат и 100 орудий. Несмотря на столь значительные силы, 14 апреля Батумская городская дума распустила созданный большевиками ревком обороны, после чего избрала делегацию «из представителей всех национальностей для приёма вступающих в город турецких частей». Важный порт на Чёрном море был сдан без боя. Стало известно, что к наступающим турецким войскам присоединились мусульмане Аджарии и Ахалциха. Грузинские части были вынуждены под натиском регулярной турецкой армии отступать, даже когда турки заняли грузинские территории — Гурию и Озургети — и вышли на подступы к Карсу.
22 апреля на заседании Закавказского сейма после бурных дебатов, несмотря на противодействие армянской делегации, было принято решение удовлетворить требования Турции и провозгласить Закавказье «независимой, демократической и федеративной республикой». На том же заседании была принята отставка правительства Е. П. Гегечкори. Новое правительство Закавказья было поручено сформировать А. И. Чхенкели.
Новое правительство направило армянским войскам, занимавшим позиции в районе Карса, указание о заключении перемирия. Командующий Армянским корпусом генерал Ф. И. Назарбеков приказал командиру 2-й дивизии полковнику М. М. Силикову и начальнику крепости Карса генералу Г. Г. Дееву прекратить военные действия и начать переговоры с турками об установлении демаркационной линии. Командующий турецкими войсками на запрос армянской стороны о прекращении огня потребовал до начала переговоров вывести армянские войска на значительное удаление от крепости и дать возможность турецким войскам беспрепятственно войти в город. Из Тифлиса армянским войскам поступил приказ немедленно прекратить военные действия и принять условия турецкой стороны. 25 апреля армянские войска покинули Карс вместе с 20-тысячным населением города. В 9 часов вечера в Карс вошла 11-я турецкая дивизия. Несмотря на то, что закавказское правительство выполнило все требования турецкой стороны, турки продолжили наступление, и армянская дивизия под их натиском отступала к Александрополю.

## Мирная конференция в условиях турецкого наступления
Несмотря на резкие протесты Армянского национального совета и отставки армянских представителей в правительстве Чхенкели в связи со сдачей Карса, Чхенкели остался на своём посту и начал готовиться к новым переговорам с Турцией. Мирная конференция открылась в Батуме 11 мая. Переговоры, продолжавшиеся две недели, выявили острые внешнеполитические разногласия между Армянским, Грузинским национальными советами и Мусульманским национальным комитетом. Как отмечал грузинский историк Зураб Авалов, очевидец происходивших в регионе событий, потеря Батума, разумеется, нанесла удар по экономике Грузии и Закавказья, но Армении потеря Карса угрожала полным уничтожением. Совсем в ином положении находились азербайджанцы, которые видели в турках родственный народ, способный помочь им в достижении их целей.
На переговорах Турция предъявила ещё более тяжёлые условия, чем предусматривал Брест-Литовский договор, — они потребовали от Закавказья уступить Турции Батумский район, две трети территории Эриванской губернии, Ахалцихский и Ахалкалакский уезды Тифлисской губернии, а также передать контроль над Закавказской железной дорогой (железные дороги Карс — Александрополь и Александрополь — Джульфа).
Грузия таким образом утрачивала области, тесно связанные с бывшей Тифлисской губернией, а для Армении новая граница означала почти полное физическое уничтожение. Как отмечает Зураб Авалов, принятие этих требований наносило удар по Закавказью как союзу трёх народов, так как после такого размежевания от Армении ничего не оставалось.
В ночь на 15 мая Турция предъявила ультиматум о сдаче Александрополя и отводе армянских войск от города. Армянские войска оставили Александрополь и отступили в двух направлениях — к Сардарапату и Джалалоглы.
Тем временем в Тифлисе царила паника. Сотни тысяч беженцев из Западной Армении, опасающихся за свою жизнь в случае, если турецкие войска займут Тифлис, продолжили бегство на север, в сторону Владикавказа. 24 мая Терско-Дагестанское правительство в результате массового наплыва беженцев закрыло перед ними границу.
В этой ситуации Грузинский национальный совет обратился за помощью и покровительством к Германии. Германские представители рекомендовали Грузинскому национальному совету незамедлительно провозгласить независимость и официально просить Германию о покровительстве, чтобы избежать турецкого нашествия и гибели.
С падением Карса и Александрополя Армения оказалась полностью отрезана от внешнего мира. Пути к бегству от наступающих турецких войск были перекрыты. В этой ситуации выбирать можно было лишь между гибелью и неимоверным напряжением всех сил общества для победы.
21 мая турки с запада вышли на подступы к Сардарапату, 22 мая на северо-западе захватили станцию Амамлу, откуда им открылась дорога на Эривань.
В период с 21 по 28 мая армянским регулярным войскам и ополченцам удалось остановить турок под Караклисом и Баш-Абараном, а в Сардарапатском сражении турецкие войска были разбиты наголову и были вынуждены отступить к Александрополю. Одновременно к северу от Батума турки были с большими потерями остановлены грузинскими войсками на реке Чолоки.
24-25 мая на заседании исполкома Грузинского национального совета было принято германское предложение о покровительстве. 25 мая в Грузии высадились германские войска.

## Распад Закавказской федерации
В ночь на 26 мая турецкая делегация предъявила ультиматум о ликвидации ЗДФР. Грузинская фракция Закавказского сейма, поддавшись давлению, вышла из ЗДФР. 26 мая Грузинский национальный совет провозгласил создание Грузинской демократической республики.
В тот же день Халил-бей, глава турецкой делегации на батумских переговорах, представил свой последний ультиматум грузинской, армянской и азербайджанской делегациям — каждой по отдельности. В частности, Турция потребовала пропуска турецких войск через территорию Закавказья в Баку.
27 мая члены мусульманской фракции Закавказского сейма на своём заседании приняли решение провозгласить независимость Азербайджана, объявив себя Временным Национальным советом Азербайджана. 28 мая была провозглашена самостоятельная Азербайджанская Демократическая Республика. В тот же день дашнаки объявили о создании Армянской республики со столицей в Эривани, а Армянский национальный совет назначил делегацию для переговоров в Батуме от имени независимого государства.
30 мая Армянский национальный совет в Тифлисе объявил себя в «Обращении к армянскому народу» «верховной и единственной властью армянских уездов» и направил в Батум делегацию для подписания мирного договора с Турцией.
Сражения армянской армии под Сардарапатом, Баш-Абараном и Караклисом позволили на определённое время приостановить продвижение турок, однако в условиях, когда турецкие войска находились в непосредственной близости от Эривани и оккупировали значительную часть армянской территории, Армения была вынуждена принять турецкие требования. 
29 мая в Батуме начались переговоры между армянской и турецкой делегациями, которые завершились 4 июня заключением Договора о мире и дружбе между османским имперским правительством и Республикой Армения. Армении отходили Ново-Баязитский уезд, восточные половины Александропольского, Эчмиадзинского, Эриванского и Шарур-Даралагезского уездов. К Турции, помимо районов Карса и Ардагана, отошли также Сурмалинский уезд, части Шарурского, Нахичеванского, Эчмиадзинского и Александропольского уездов. На территориях, которые отходили Османской империи, проживало около 1 250 000 армян.
Правительство Республики Армения обязывалось не допускать формирования на своей территории каких-либо «вооружённых банд», обеспечивать защиту прав мусульманского населения Армении. По ст. 11 Договора правительство Республики Армения обязывалось незамедлительно эвакуировать все армянские вооружённые силы из Баку. Турецкое правительство получало право иметь в Армении своих военных комиссаров, которые должны были наблюдать за беспрепятственным передвижением турецких войск по дорогам Армении и обеспечением их продовольствием.
В тот же день Турция подписала договор «о мире и дружбе» с Грузией, по которому к Турции, помимо районов Карса, Батума и Ардагана, отходили Ахалкалакский уезд и часть Ахалцихского уезда. Турецкие войска и их союзники получили право беспрепятственного использования железнодорожной сети Закавказья. Правительство Грузии обязалось немедленно приступить к демобилизации своих войск.
4 июня Турция заключила договор и с Азербайджанской Демократической Республикой, получив в своё распоряжение бакинские нефтяные промыслы, суда Каспийской военной флотилии и железную дорогу. В свою очередь, Турция обязалась оказать помощь АДР в борьбе с большевиками.

## Последующие события
30 октября 1918 года Великобритания и Турция подписали так называемое Мудросское перемирие, ознаменовавшее поражение Турции в Первой мировой войне и, в частности, предусматривавшее отвод турецких войск к довоенным границам. В связи с поражением Турции в войне Брест-Литовский и Батумские мирные договоры утратили силу.